# B-Juniorinnen-Bundesliga 2013/14
Die Saison 2013/14 der B-Juniorinnen-Bundesliga war die zweite Spielzeit der B-Juniorinnen-Bundesliga. Die Saison begann am 24. August 2013 und endete mit dem letzten Spieltag am 24. Mai 2014. Gespielt wurde in drei Staffeln mit jeweils zehn Mannschaften. Am Saisonende spielten die drei Staffelsieger sowie der Zweite der Staffel West/Südwest um die deutsche Meisterschaft.
Im Gegensatz zur Vorsaison wurde die Endrunde als Final-Four-Turnier ausgespielt. Die zwei letztplatzierten Mannschaften der drei Staffeln stiegen in die untergeordneten Ligen ab. Der FC Bayern München verteidigte seinen Titel durch einen 1:0-Finalsieg über den 1. FFC Turbine Potsdam.

## Staffel Nord/Nordost

### Tabelle
| Pl.               | Verein                 | Sp. | S  | U | N  | Tore    | Diff. | Punkte |
| ----------------- | ---------------------- | --- | -- | - | -- | ------- | ----- | ------ |
| 1.                | 1. FFC Turbine Potsdam | 18  | 15 | 3 | 0  | 059:900 | +50   | 48     |
| 2.                | Werder Bremen          | 18  | 14 | 2 | 2  | 055:180 | +37   | 44     |
| 3.                | SV Meppen              | 18  | 11 | 4 | 3  | 060:240 | +36   | 37     |
| 4.                | FF USV Jena            | 18  | 8  | 3 | 7  | 028:200 | +8    | 27     |
| 5.                | 1. FC Union Berlin     | 18  | 8  | 1 | 9  | 036:500 | −14   | 25     |
| 6.                | Magdeburger FFC        | 18  | 7  | 2 | 9  | 025:320 | −7    | 23     |
| 7.                | Holstein Kiel          | 18  | 5  | 4 | 9  | 031:400 | −9    | 19     |
| 8.                | VfL Wolfsburg          | 18  | 4  | 4 | 10 | 018:270 | −9    | 16     |
| 9.                | TSG Ahlten (N)         | 18  | 3  | 2 | 13 | 014:600 | −46   | 11     |
| 10.               | FFV Leipzig (N)        | 18  | 1  | 3 | 14 | 015:610 | −46   | 06     |
| Stand: Saisonende |                        |     |    |   |    |         |       |        |

### Kreuztabelle
Die Kreuztabelle stellt die Ergebnisse aller Spiele dieser Saison dar. Die Heimmannschaft ist in der linken Spalte, die Gastmannschaft in der oberen Zeile aufgelistet.
| 2013/14 Stand: 25. August 2013 | TSG Ahlten | 1. FC Union Berlin | Werder Bremen | FF USV Jena | Holstein Kiel | FFV Leipzig II | Magdeburger FFC | SV Meppen | 1. FFC Turbine Potsdam | VfL Wolfsburg |
| ------------------------------ | ---------- | ------------------ | ------------- | ----------- | ------------- | -------------- | --------------- | --------- | ---------------------- | ------------- |
| TSG Ahlten                     |            | 0:4                | 2:3           | 0:1         | 1:5           | 3:1            | 0:4             | 0:3       | 0:3                    | 1:4           |
| 1. FC Union Berlin             | 3:3        |                    | 2:3           | 0:4         | 2:3           | 3:2            | 3:1             | 3:5       | 0:4                    | 2:0           |
| Werder Bremen                  | 6:0        | 5:3                |               | 2:1         | 5:1           | 3:0            | 4:0             | 1:1       | 0:1                    | 4:0           |
| FF USV Jena                    | 1:2        | 6:0                | 1:3           |             | 2:1           | 0:0            | 2:0             | 3:0       | 1:2                    | 1:0           |
| Holstein Kiel                  | 0:1        | 1:2                | 0:0           | 3:1         |               | 7:0            | 0:2             | 2:2       | 1:5                    | 0:0           |
| FFV Leipzig                    | 4:0        | 2:4                | 0:7           | 0:1         | 3:3           |                | 0:0             | 0:3       | 0:2                    | 0:2           |
| Magdeburger FFC                | 3:1        | 1:2                | 1:3           | 0:0         | 3:2           | 3:1            |                 | 3:1       | 0:3                    | 1:3           |
| SV Meppen                      | 9:0        | 5:1                | 1:3           | 2:0         | 7:0           | 9:2            | 4:1             |           | 3:3                    | 2:0           |
| 1. FFC Turbine Potsdam         | 6:0        | 4:0                | 4:0           | 3:1         | 4:0           | 9:0            | 2:0             | 1:1       |                        | 1:0           |
| VfL Wolfsburg                  | 0:0        | 1:2                | 0:3           | 2:2         | 0:2           | 2:0            | 1:2             | 1:2       | 2:2                    |               |

### Aufstiegsrunde Nord
An der Aufstiegsrunde nahmen die TSG Ahlten II aus Niedersachsen, der Hamburger SV aus Hamburg und der FFC Oldesloe 2000 aus Schleswig-Holstein teil. Aus Bremen meldete keine Mannschaft. Der Hamburger SV setzte sich mit zwei Siegen durch.
| Datum |                   | Ergebnis |                   |
| ----- | ----------------- | -------- | ----------------- |
| 7.6.  | Hamburger SV      | 2:0      | TSG Ahlten II     |
| 14.6. | TSG Ahlten II     | 1:3      | FFC Oldesloe 2000 |
| 22.6. | FFC Oldesloe 2000 | 2:8      | Hamburger SV      |

| Pl. | Verein            | Sp. | S | U | N | Tore    | Diff. | Punkte |
| --- | ----------------- | --- | - | - | - | ------- | ----- | ------ |
| 1.  | Hamburger SV      | 2   | 2 | 0 | 0 | 010:200 | +8    | 06     |
| 2.  | FFC Oldesloe 2000 | 2   | 1 | 0 | 1 | 005:900 | −4    | 03     |
| 3.  | TSG Ahlten II     | 2   | 0 | 0 | 2 | 001:500 | −4    | 0      |

### Aufstiegsrunde Nordost
An der Aufstiegsrunde nahmen der 1. FFC Fortuna Dresden aus Sachsen, der 1. FC Lübars aus Berlin und der 1. FC Neubrandenburg 04 aus Mecklenburg-Vorpommern teil. Brandenburg, Sachsen-Anhalt und Thüringen meldeten keine Mannschaften. Lübars holte die meisten Punkte und stieg auf.
| Datum |                         | Ergebnis |                         |
| ----- | ----------------------- | -------- | ----------------------- |
| 1.6.  | 1. FFC Fortuna Dresden  | 0:2      | 1. FC Lübars            |
| 8.6.  | 1. FC Neubrandenburg 04 | 2:3      | 1. FFC Fortuna Dresden  |
| 15.6. | 1. FC Lübars            | 1:1      | 1. FC Neubrandenburg 04 |

| Pl. | Verein                  | Sp. | S | U | N | Tore    | Diff. | Punkte |
| --- | ----------------------- | --- | - | - | - | ------- | ----- | ------ |
| 1.  | 1. FC Lübars            | 2   | 1 | 1 | 0 | 003:100 | +2    | 04     |
| 2.  | 1. FFC Fortuna Dresden  | 2   | 1 | 0 | 1 | 003:400 | −1    | 03     |
| 3.  | 1. FC Neubrandenburg 04 | 2   | 0 | 1 | 1 | 003:400 | −1    | 01     |

## Staffel West/Südwest

### Tabelle
| Pl. | Verein                      | Sp. | S  | U | N  | Tore    | Diff. | Punkte |
| --- | --------------------------- | --- | -- | - | -- | ------- | ----- | ------ |
| 1.  | SGS Essen                   | 18  | 14 | 3 | 1  | 071:150 | +56   | 45     |
| 2.  | FSV Gütersloh 2009          | 18  | 13 | 2 | 3  | 065:230 | +42   | 41     |
| 3.  | Bayer 04 Leverkusen         | 18  | 12 | 2 | 4  | 062:350 | +27   | 38     |
| 4.  | 1. FC Köln                  | 18  | 9  | 1 | 8  | 034:330 | +1    | 28     |
| 5.  | 1. FC Saarbrücken           | 18  | 7  | 3 | 8  | 025:270 | −2    | 24     |
| 6.  | VfL Bochum                  | 18  | 6  | 3 | 9  | 028:410 | −13   | 21     |
| 7.  | Borussia Mönchengladbach    | 18  | 6  | 2 | 10 | 022:410 | −19   | 20     |
| 8.  | SC 13 Bad Neuenahr          | 18  | 3  | 7 | 8  | 013:280 | −15   | 16     |
| 9.  | Herforder SV                | 18  | 3  | 3 | 12 | 016:610 | −45   | 12     |
| 10. | FSV Viktoria Jägersburg (N) | 18  | 3  | 2 | 13 | 016:480 | −32   | 11     |

### Kreuztabelle
Die Kreuztabelle stellt die Ergebnisse aller Spiele dieser Saison dar. Die Heimmannschaft ist in der linken Spalte, die Gastmannschaft in der oberen Zeile aufgelistet.
| 2013/14                  | VfL Bochum | SGS Essen | FSV Gütersloh 2009 | Herforder SV | FSV Viktoria Jägersburg | 1. FC Köln | Bayer 04 Leverkusen | Borussia Mönchengladbach | SC 13 Bad Neuenahr | 1. FC Saarbrücken |
| ------------------------ | ---------- | --------- | ------------------ | ------------ | ----------------------- | ---------- | ------------------- | ------------------------ | ------------------ | ----------------- |
| VfL Bochum               |            | 1:2       | 2:2                | 3:1          | 0:0                     | 2:3        | 3:4                 | 2:1                      | 1:1                | 1:0               |
| SGS Essen                | 5:0        |           | 6:3                | 7:1          | 7:0                     | 7:1        | 4:5                 | 5:0                      | 0:0                | 1:0               |
| FSV Gütersloh 2009       | 9:2        | 1:1       |                    | 8:0          | 4:1                     | 2:1        | 5:1                 | 5:2                      | 1:0                | 3:1               |
| Herforder SV             | 0:3        | 0:7       | 0:4                |              | 2:1                     | 3:1        | 1:7                 | 0:0                      | 1:1                | 1:1               |
| FSV Viktoria Jägersburg  | 3:0        | 0:6       | 1:6                | 2:1          |                         | 1:4        | 0:4                 | 1:0                      | 0:1                | 1:2               |
| 1. FC Köln               | 1:2        | 0:1       | 1:0                | 4:0          | 2:0                     |            | 2:6                 | 2:0                      | 0:0                | 2:0               |
| Bayer 04 Leverkusen      | 5:2        | 1:1       | 2:1                | 4:1          | 4:3                     | 2:4        |                     | 8:0                      | 1:0                | 4:2               |
| Borussia Mönchengladbach | 2:0        | 2:4       | 2:5                | 3:0          | 1:0                     | 1:3        | 4:3                 |                          | 2:0                | 0:2               |
| SC 13 Bad Neuenahr       | 0:3        | 0:4       | 0:5                | 1:3          | 1:1                     | 4:2        | 0:0                 | 0:1                      |                    | 2:1               |
| 1. FC Saarbrücken        | 2:1        | 0:3       | 0:1                | 4:1          | 3:1                     | 2:1        | 2:1                 | 1:1                      | 2:2                |                   |

## Staffel Süd

### Tabelle
| Pl.               | Verein                    | Sp. | S  | U | N  | Tore    | Diff. | Punkte |
| ----------------- | ------------------------- | --- | -- | - | -- | ------- | ----- | ------ |
| 1.                | FC Bayern München (M)     | 18  | 15 | 2 | 1  | 057:110 | +46   | 47     |
| 2.                | 1. FFC Frankfurt          | 18  | 14 | 1 | 3  | 039:900 | +30   | 43     |
| 3.                | TSG 1899 Hoffenheim       | 18  | 11 | 4 | 3  | 036:210 | +15   | 37     |
| 4.                | 1. FC Nürnberg            | 18  | 10 | 4 | 4  | 038:250 | +13   | 34     |
| 5.                | SC Freiburg               | 18  | 10 | 1 | 7  | 042:170 | +25   | 31     |
| 6.                | SV Alberweiler            | 18  | 7  | 2 | 9  | 026:360 | −10   | 23     |
| 7.                | SV Frauenbiburg           | 18  | 6  | 2 | 10 | 025:440 | −19   | 20     |
| 8.                | VfL Sindelfingen          | 18  | 5  | 3 | 10 | 022:250 | −3    | 18     |
| 9.                | TSV Schwaben Augsburg (N) | 18  | 1  | 1 | 16 | 008:630 | −55   | 04     |
| 10.               | TSV Tettnang (N)          | 18  | 1  | 0 | 17 | 008:500 | −42   | 03     |
| Stand: Saisonende |                           |     |    |   |    |         |       |        |

| (M) | Deutscher Meister der Vorsaison |

### Kreuztabelle
Die Kreuztabelle stellt die Ergebnisse aller Spiele dieser Saison dar. Die Heimmannschaft ist in der linken Spalte, die Gastmannschaft in der oberen Zeile aufgelistet.
| 2013/14               | SV Alberweiler | TSV Schwaben Augsburg | 1. FFC Frankfurt | SV Frauenbiburg |     | TSG 1899 Hoffenheim | FC Bayern München | 1. FC Nürnberg | VfL Sindelfingen | TSV Tettnang |
| --------------------- | -------------- | --------------------- | ---------------- | --------------- | --- | ------------------- | ----------------- | -------------- | ---------------- | ------------ |
| SV Alberweiler        |                | 4:0                   | 0:2              | 3:2             | 0:0 | 1:3                 | 0:6               | 1:3            | 0:1              | 3:0          |
| TSV Schwaben Augsburg | 0:4            |                       | 0:2              | 0:2             | 0:7 | 0:6                 | 1:3               | 1:3            | 1:6              | 0:4          |
| 1. FFC Frankfurt      | 4:0            | 2:0                   |                  | 1:0             | 1:0 | 1:1                 | 0:2               | 3:2            | 2:1              | 6:0          |
| SV Frauenbiburg       | 0:3            | 5:1                   | 0:7              |                 | 4:2 | 2:2                 | 0:5               | 0:4            | 0:3              | 3:0          |
| SC Freiburg           | 7:0            | 4:1                   | 1:0              | 6:0             |     | 0:1                 | 0:2               | 3:0            | 2:0              | 2:0          |
| TSG 1899 Hoffenheim   | 4:1            | 3:0                   | 0:4              | 0:0             | 2:1 |                     | 1:0               | 2:2            | 1:0              | 4:1          |
| FC Bayern München     | 2:1            | 5:0                   | 2:1              | 3:1             | 4:0 | 5:2                 |                   | 2:2            | 3:0              | 5:0          |
| 1. FC Nürnberg        | 1:1            | 3:1                   | 0:1              | 3:2             | 2:0 | 2:1                 | 1:4               |                | 4:2              | 3:0          |
| VfL Sindelfingen      | 0:2            | 0:0                   | 0:1              | 1:2             | 0:3 | 0:1                 | 1:1               | 1:1            |                  | 4:1          |
| TSV Tettnang          | 1:2            | 0:2                   | 0:1              | 0:2             | 0:4 | 1:2                 | 0:3               | 0:2            | 0:2              |              |

### Aufstiegsrunde
An der Aufstiegsrunde nahmen der FFC Wacker München aus Bayern, Eintracht Frankfurt aus Hessen und der TSV Crailsheim aus Baden-Württemberg teil. Eintracht Frankfurt und der FFC Wacker München stiegen in die Bundesliga auf. München und Crailsheim schlossen die Runde punktgleich und mit dem gleichen Torverhältnis ab. Laut dem Reglement gab die größere Zahl der erzielten Auswärtstore den Ausschlag für die Münchenerinnen.
| Datum |                     | Ergebnis |                     |
| ----- | ------------------- | -------- | ------------------- |
| 31.5. | Eintracht Frankfurt | 3:0      | TSV Crailsheim      |
| 7.6.  | TSV Crailsheim      | 3:1      | FFC Wacker München  |
| 14.6. | FFC Wacker München  | 2:1      | Eintracht Frankfurt |

| Pl. | Verein              | Sp. | S | U | N | Tore    | Diff. | Punkte |
| --- | ------------------- | --- | - | - | - | ------- | ----- | ------ |
| 1.  | Eintracht Frankfurt | 2   | 1 | 0 | 1 | 004:200 | +2    | 03     |
| 2.  | FFC Wacker München  | 2   | 1 | 0 | 1 | 003:400 | −1    | 03     |
| 3.  | TSV Crailsheim      | 2   | 1 | 0 | 1 | 003:400 | −1    | 03     |

## Endrunde um die Deutsche B-Juniorinnen-Meisterschaft 2014
Die Endrunde wurde am 30. und 31. Mai 2014 im Essener Stadion Essen ausgetragen. Folgende Mannschaften qualifizieren sich sportlich für die Endrundenspiele:
| - Meister der Staffel Nord/Nordost: 1. FFC Turbine Potsdam - Meister der Staffel West/Südwest: SGS Essen | - Meister der Staffel Süd: FC Bayern München - Vizemeister der Staffel West/Südwest: FSV Gütersloh 2009 |

### Halbfinale
|                        | Ergebnis  |                    |
| ---------------------- | --------- | ------------------ |
| 1. FFC Turbine Potsdam | 3:0 (1:0) | SGS Essen          |
| FC Bayern München      | 1:0 (0:0) | FSV Gütersloh 2009 |

### Finale
| 1. FFC Turbine Potsdam                     | 1. FFC Turbine Potsdam | FC Bayern München | FC Bayern München |
| ------------------------------------------ | --- | --- | ----------------- |
| 1. FFC Turbine Potsdam                     | \| Finale \| \| 31. Mai 2014 in Essen (Stadion Essen) \| \| Ergebnis: 0:1 (0:0) \| \| Zuschauer: 402 \| \| Schiedsrichterin: Sina Diekmann (Dortmund) \| | \| Finale \| \| 31. Mai 2014 in Essen (Stadion Essen) \| \| Ergebnis: 0:1 (0:0) \| \| Zuschauer: 402 \| \| Schiedsrichterin: Sina Diekmann (Dortmund) \| | FC Bayern München |
| 1. FFC Turbine Potsdam                     | Vanessa Fischer – Rosalie May, Victoria Krug, Milena Enge, Jil Albert, Annika Hofmann, Katja Friedl, Aline Reinkober (69. Viktoria Schwalm, 80. Charlene Nowotny), Jenny Hipp (52. Monique Gramsch), Isabella Möller (68. Elisa Emini), Dorothea Greulich Cheftrainer: Sven Weigang | Franziska Maier – Kristina Schuster, Michaela Specht, Marlene Eham (64. Resmije Maloku), Isabella Hartig, Annalena Herzog, Andrea Viehl (48. Sophie Wunderlich), Ricarda Walkling, Ivana Slipčević (79. Franziska Reiter), Carolin Bader, Alea Röger Cheftrainerin: Sophie Wunderlich | FC Bayern München |
| 1. FFC Turbine Potsdam                     | 0:1 Hartig (52.) | | FC Bayern München |
| 1. FFC Turbine Potsdam                     | Hipp | Hartig | FC Bayern München |
| 1. FFC Turbine Potsdam                     | Albert | | FC Bayern München |
| Finale                                     | | |                   |
| 31. Mai 2014 in Essen (Stadion Essen)      | | |                   |
| Ergebnis: 0:1 (0:0)                        | | |                   |
| Zuschauer: 402                             | | |                   |
| Schiedsrichterin: Sina Diekmann (Dortmund) | | |                   |